# Experto Independiente sobre orientación sexual e identidad de género de Naciones Unidas
El Experto Independiente sobre orientación sexual e identidad de género (en inglés Independent Expert on sexual orientation and gender identity, IESOGI) es un puesto creado en julio de 2016 y renovado en julio de 2019, nombrado por el Consejo de Derechos Humanos de las Naciones Unidas para evaluar la aplicación de los instrumentos internacionales de derechos humanos existentes referidos a cómo superar la violencia y la discriminación contra las personas con motivos de su orientación sexual o su identidad de género, y a definir y abordar las causas profundas de la violencia y la discriminación. La primera persona que asumió el puesto en 2016 fue Vitit Muntarbhorn, abogado y profesor de derecho internacional de la Universidad Chulalonhorn de Bangkok, hasta septiembre de 2017. Desde enero de 2018 la personas que ocupa el puesto es el costarricense Victor Madrigal-Borloz con un mandato de tres años.

## Historia
El puesto fue creado en la resolución 32/2 del Consejo de Derechos Humanos del 30 de julio de 2016 sobre la Protección contra la violencia y la discriminación por motivos de orientación sexual e identidad de género.

## Funciones
- Evaluar la aplicación de los instrumentos internacionales vigentes de derechos humanos relacionados con los medios de superar la violencia y la discriminación contra las personas por motivos de orientación sexual o identidad de género, e identificar las mejores prácticas y las deficiencias;
- Concienciar a la población acerca de la violencia y la discriminación contra las personas por motivos de orientación sexual o identidad de género, y determinar y abordar las causas fundamentales de la violencia y la discriminación;
- Entablar un diálogo con los Estados y otros interesados pertinentes, incluidos los organismos, programas y fondos de las Naciones Unidas, los mecanismos regionales de derechos humanos, las instituciones nacionales de derechos humanos, las organizaciones de la sociedad civil y las instituciones académicas, y celebrar consultas con ellos;
- Trabajar, en cooperación con los Estados, para promover la aplicación de medidas que contribuyan a la protección de todas las personas contra la violencia y la discriminación por motivos de orientación sexual o identidad de género;
- Hacer frente a las formas múltiples, interrelacionadas y agravadas de violencia y discriminación con que se enfrentan las personas por causa de su orientación sexual o identidad de género;
- Organizar, facilitar y apoyar la prestación de servicios de asesoramiento, asistencia técnica, fomento de la capacidad y cooperación internacional en apoyo de las iniciativas nacionales de lucha contra la violencia y la discriminación de las personas por motivos de orientación sexual o identidad de género.

## Nombramientos
- Vitit Muntarbhorn (2016 - 2017)[3]
- Victor Madrigal-Borloz (enero 2018 - actual)